# Patrick Van Oppen
Patrick Van Oppen, né le 26 mai 1969 à Genk (province de Limbourg), est un auteur de bande dessinée belge néerlandophone. Il est également connu sous les pseudonymes Vanon et Pavano.

## Biographie
Patrick Van Oppen naît le 26 mai 1969 à Genk,,. 
Il commence sa carrière professionnelle en assistant Merho sur l'album De Methode Matopeh de la série De Kiekeboes. Il réalise également plusieurs missions d'illustration. 
Il dessine l'histoire de Jean Berchmans : En chemin avec Jean Berchmans, scénarisée par Dominique Bar et Paule Fostroy publiée aux éditions Coccinelle BD en 1998. Cet ouvrage lui vaut d'être récipiendaire du prix Gabriel de la BD chrétienne en 2000,.
En 2001, il dessine une chasse au trésor Dans la plus petite ville du monde sur la ville de Durbuy sur un scénario de Benoît Despas publié par European Treasure.
Il réalise ensuite un autre album de commande comme De Vijfde Man ([Le Cinquième Homme]) pour la ville de Bruges en 2002. Il revient à une biographie sur le chanoine Pierre-Joseph Triest intitulée : Triest, een vader voor velen [« Triest, un père pour beaucoup »] sur un scénario de René Stockman, publié par Brothers of Charity en 2003.
Pour Standaard Uitgeverij, il réalise l'adaptation en bande dessinée de la série policière du romancier Pieter Aspe et publie deux albums de 2004 à 2005. En 2007, il lance la série de bandes dessinées Tommeke avec Ivan Claeys, sur les jeunes années du cycliste Tom Boonen.
Ce même duo réalise également Mr Nobody, une bande dessinée pour P@per, le supplément de bande dessinée du Brabant Strip Magazine. Depuis 2010, il est présent dans le magazine néerlandais Eppo avec le thriller De Vries, écrit par Sytse S. Algera (nl).
Il rend un hommage graphique à Pom dans l'album collectif Op Het Spoor van Pom [Sur la trace de Pom] en 2011.
En 2021, il réalise sous le pseudonyme Vanon De Maankoning, le premier tome de la série ésotérique Quinn Novak (nl) écrite par James Vandermeersch (nl), publiée par l'Académie ABA. Cet album est traduit en français sous le titre Le Roi Lune par le même éditeur la même année.

## Œuvres

### Albums de bande dessinée en français
- En chemin avec Jean Berchmans, Coccinelle BD, Durbuy, 1998
Scénario : Dominique Bar et Paule Fostroy - Dessin : Patrick Van Oppen - Couleurs : Dominique Bar -  (ISBN 2-930273-00-3),Prix Gabriel de la BD chrétienne 2000[5].
- Dans la plus petite ville du monde, European Treasure, avril 2001
Scénario : Benoît Despas - Dessin : Patrick Van Oppen - Couleurs : Thierry Faymonville -  (ISBN 2-930273-16-X)
- Le Roi Lune, ABA Academy, 1 mars 2021
Scénario : James Vandermeersch - Dessin : Patrick Van Oppen - Couleurs : Sunil TGhagre -  (ISBN 978-2-931033-41-8)

## Prix et distinctions
- 2000 : prix Gabriel de la BD chrétienne pour En chemin avec Jean Berchmans partagé avec Dominique Bar et Paule Fostroy[4],[5].

#### Livres
: document utilisé comme source pour la rédaction de cet article.
- Philippe Mellot, Michel Denni, Laurent Turpin et Isabelle Morzadec, Trésors de la bande dessinée : BDM 2023-2024 - Catalogue encyclopédique et Argus, Paris, Les Arènes, novembre 2022, 23e éd., 1677 p., ill. ; 23 cm (ISBN 9791037507280, OCLC 1351462460, présentation en ligne), p. 441, 1045. .